# Ланьюй
Ланьюй (мовою ямі: Ponso no Tao; кит. трад.: 蘭嶼; піньїнь: Lán Yǔ; певедзі: Lân-sū) або також Острів орхідей — вулканічний острів площею в 45 км² біля південних берегів Тайваню і відокремлений від островів Батанес, що в Філіппінах каналом Баші Лусонської протоки. Адміністративно упорядкований як містечко Лань Ю (Lanyu) округу Тайдун, Тайвань.
Острів є батьківщиною для народу Ямі, етнічна меншина, яка мігрувала на острів з архіпелагу Батанес 800 років тому. Для них острів відомий як Понсо но Тао «Острів людей» або Ірала. Із загальної кількості населення в 4000, близько 2400 належать до племінної спільноти тао, а решта 1600 в основному китайці. У сусідніх Філіппінах острів називається Ботель Табаго.

## Історія

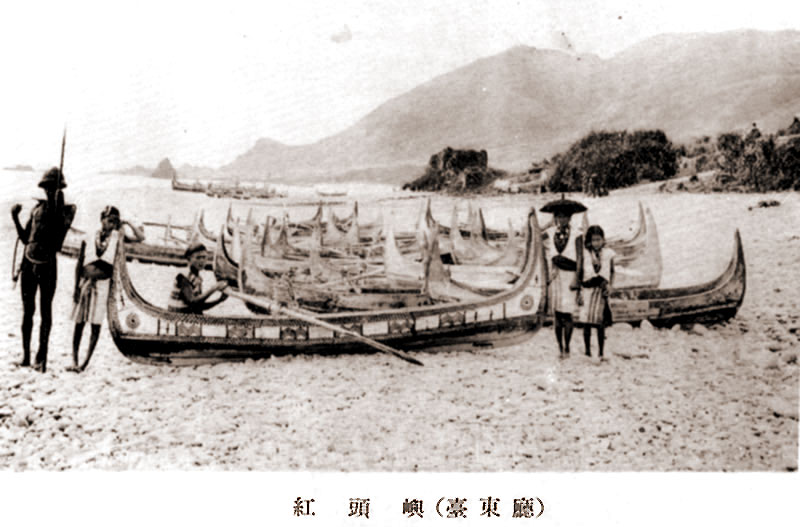
Старе фото узбережжя острова, із публікацій Японського уряду, 1931

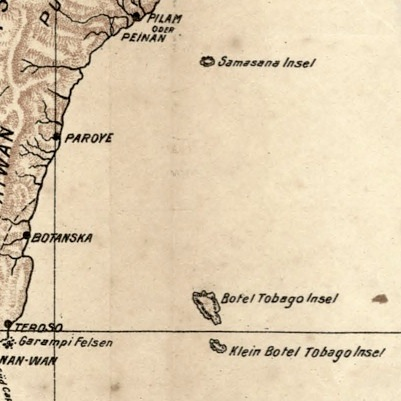
«Ботел Тобаго Інсель» на німецькій мапі початку 20-го століття.

### Рання історія
Острів вперше було зображено на японських мапах під назвою Табако-шима на початку 17-го століття і як Табако Ксіма на французькій мапі 1654-го року. Китайці, які не мали жодного контакту з місцевим населенням острова називали його Анг-тау-су (кит. трад.: 紅頭嶼; піньїнь: Hóngtóuyǔ; певедзі: Âng-thâu-sū; літ.: 'Червоно-головий острів'), потім він був названий Kōtō-sho (яп. 紅頭嶼) в часи Японського правління. Японський уряд оголосив острів областю етнологічних досліджень поза доступом для громадськості.

### Республіка Китай
Це обмеження збереглося і коли Китайська республіка взяла контроль над Тайванем в 1945, але було зняте в 1967. Завдяки цьому обмеженому доступу до острова народ Тао найкраще зберіг свої традиції поміж інших аборигенів Тайваню. З тих пір, на острові побудовані школи, що викладають стандартною китайською і які стали обов'язковими. Збільшився потік туристів на острів.
19 січня 1946, острів було позначено як селище Гонгтую (кит. трад.: 紅頭嶼鄉) у складі округу Тайдун. 24 листопада того ж року він був перейменований в Острів Орхідей (Lanyu), на честь місцевих орхідей Фаленопсис.

## Галерея

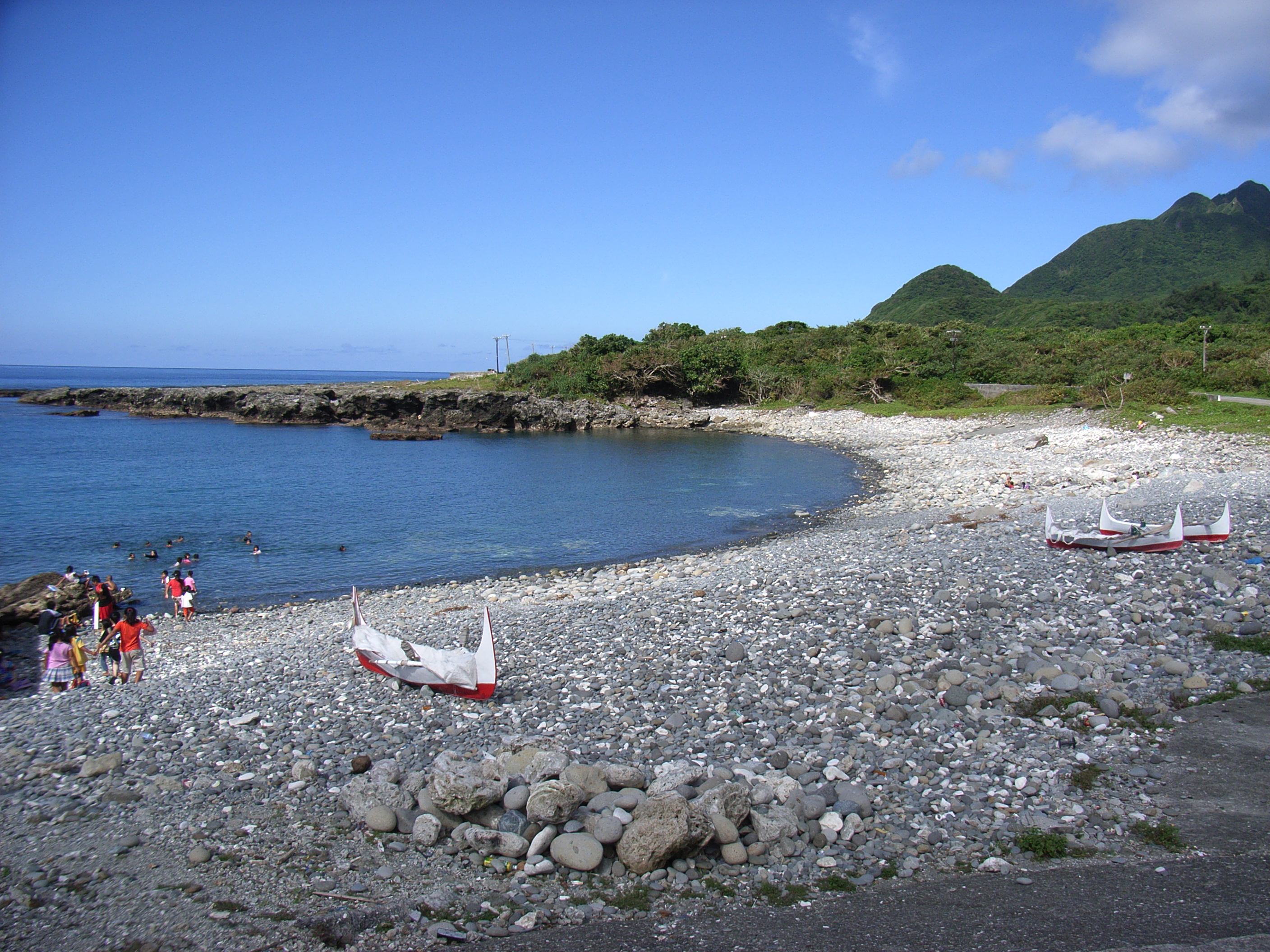
Узбережжя Ландао
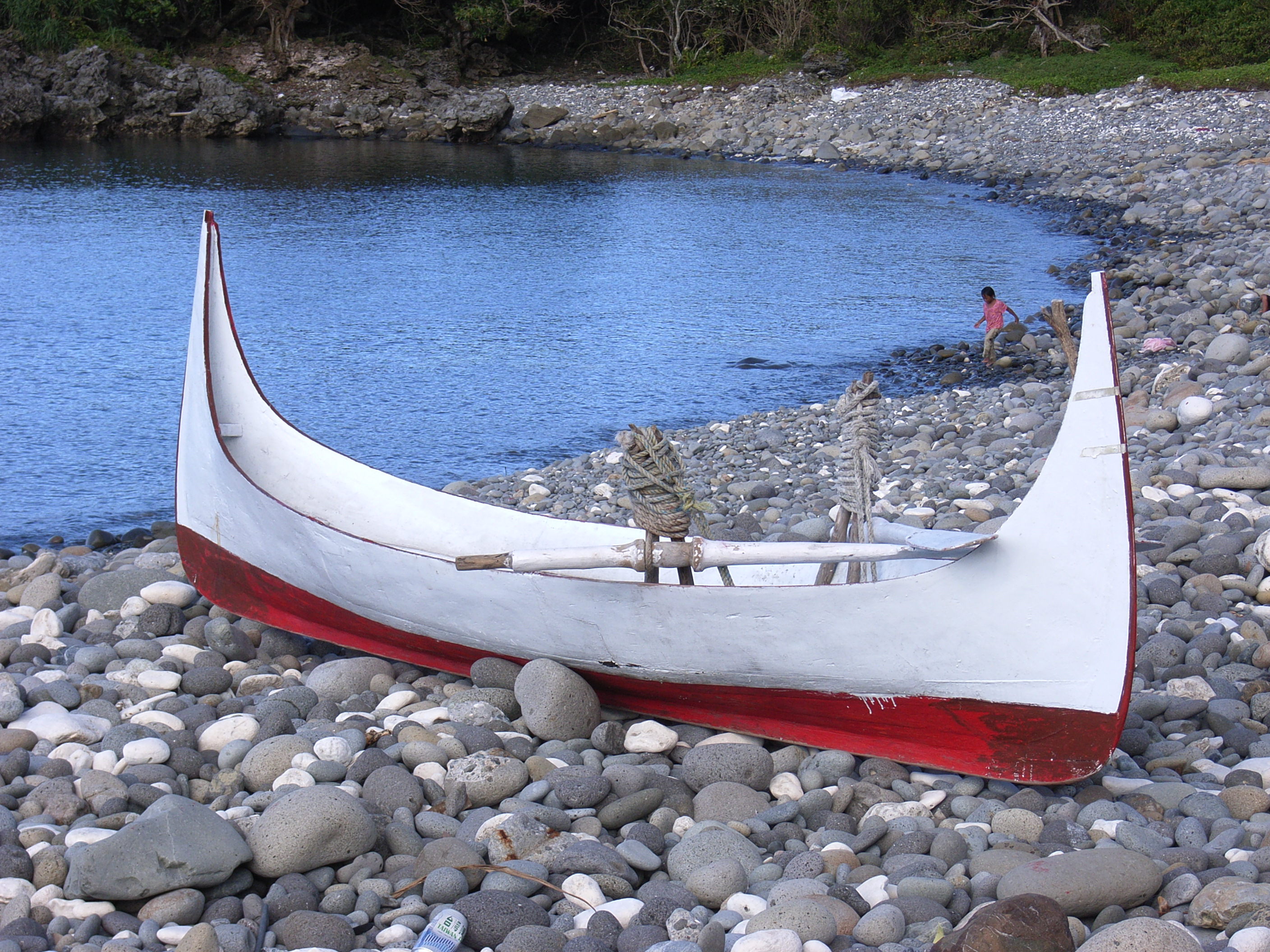
Традиційне каное